# Giuseppe Salinguerra Torelli

Stemma dei Torelli

Giuseppe Salinguerra Torelli (1612 – Cracovia, 1652) è stato un nobile italiano, capostipite del ramo polacco dei Torelli.

## Biografia
Era figlio di Salinguerra (?-1615?) di Pomponio e di Prudenza Lanfranchi di Pisa. Si sarebbe salvato, assieme al cugino Adriano Torelli, dalla spoliazione dei beni di famiglia da parte dei Farnese grazie ai frati di Montechiarugolo.
Giuseppe Salinguerra sarebbe stato chiamato in Polonia dalla famiglia Maciejowski di Lublino, che credeva di discendere dai Torelli e in quello stato si sarebbe stabilito.
Morì nel 1652.

## Discendenza

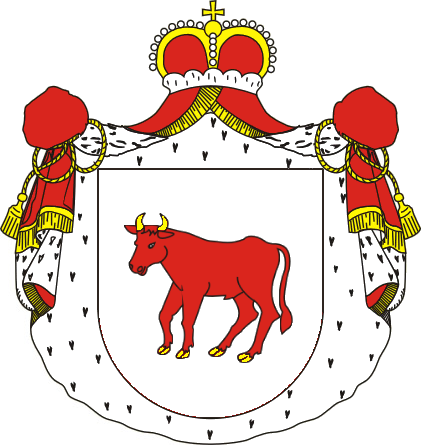
Stemma dei Poniatowski

Sposò Sofia Sreniawa (o Sofia di Poniatow), signora di Poniatow, e assunse il cognome di Poniatowski dalla proprietà di Poniatow della moglie, figlia di Adalbert Sreniawa, signore di Poniatow-Poniatowski, e di Anna Leszczyńska. Ebbero un figlio, Giovanni (1630-?), che si fece chiamare Cioleck Poniatowski e fu gentiluomo d'onore della regina di Polonia Maria Luisa Gonzaga.